# جنغ سر
جنغ سر هي قرية في مقاطعة خوي، إيران. عدد سكان هذه القرية هو 230 في سنة 2006.